# Préfecture de Bijie
Bijie (毕节市 ; pinyin : Bìjié shì) est une ville-préfecture  de l'ouest de la province du Guizhou en Chine. Son chef-lieu est le district de Qixingguan.
Jusqu'en 2011, Bijie était une préfecture appelée préfecture de Bijie (毕节地区 ; pinyin : Bìjié Dìqū).

## Économie
Les principales productions agricoles de la région sont la culture du riz, du tabac et de la semence d'huile.
En 2006, le PIB total a été de 27,0 milliards de yuans, et le PIB par habitant de 3 706 yuans.

## Subdivisions administratives
La préfecture de Bijie exerce sa juridiction sur huit subdivisions - une ville-district, six xian et un xian autonome :
- le district de Qixingguan - 七星关区 Bìjié Shì ;
- le xian de Dafang - 大方县 Dàfāng Xiàn ;
- le xian de Qianxi - 黔西县 Qiánxī Xiàn ;
- le xian de Jinsha - 金沙县 Jīnshā Xiàn ;
- le xian de Zhijin - 织金县 Zhījīn Xiàn ;
- le xian de Nayong - 纳雍县 Nàyōng Xiàn ;
- le xian de Hezhang - 赫章县 Hèzhāng Xiàn ;
- le xian yi, hui et miao de Weining - 威宁彝族回族苗族自治县 Wēiníng yízú huízú miáozú Zìzhìxiàn.